# Матеуш Савримовіч
Матеуш Савримовіч (пол. Mateusz Sawrymowicz, 22 квітня 1987) — польський плавець.
Учасник Олімпійських Ігор 2008, 2012, 2016 років.
Чемпіон світу з водних видів спорту 2007 року.
Призер Чемпіонату світу з плавання на короткій воді 2008 року.
Призер Чемпіонату Європи з водних видів спорту 2008 року.
Чемпіон Європи з плавання на короткій воді 2007, 2011 років, призер 2005, 2006 років.